# Austriazismus
Con Austriazismus (in italiano austriacismo) si indica delle espressioni che vengono utilizzate nelle varietà del tedesco parlato diffuse in Austria e che vengono percepite come elementi tipici di quest'ultimo, e che quindi possono venir percepite come eccessivamente regionali, o anche scorrette nel resto dei paesi parlanti tedesco.
Gli austriacismi sono considerati come elementi fondamentali nell'identificazione del tedesco d'Austria. 